# Grade A Productions
Grade A Productions – amerykańska wytwórnia płytowa z Chicago założona przez amerykańskiego rapera Lil Bibby'ego oraz jego brata George'a "G Money" Dickinsona w 2017 roku. Bracia założyli wytwórnię po usłyszeniu piosenek Juice Wrlda "All Girls Are the Same" i "Lucid Dreams" z celem podpisania kontraktu z nim. Po podpisaniu umowy z Grade A, Juice Wrld wydał "All Girls Are the Same", która zgromadziła miliony odsłuchań i wyświetleń. Wytwórnia podpisała także kontrakt z The Kid Laroi.